# Каримов, Мурат Абдулхаевич
Мурат Абдулхаевич Каримов (тат. Морат Кәримов, каз. Мұрат Кәрімов; 18 апреля 1931, Жымпиты, Казахская ССР, СССР —  18 мая 2023, Казань, Республика Татарстан, Российская Федерация) — физиолог-онколог, доктор медицинских наук (1971), профессор (1973). С 1997 по 2004 занимал должность полномочного представителя Республики Татарстан в Казахстане. Создатель ассоциации татарских общественных и культурных центров Казахстана «Идель» (1990). Заслуженный деятель Казахстана.

## Биография
Родился 18 апреля 1931 года в поселке Жымпиты Сырымского района Западно-Казахстанской области Казахской АССР в семье учителей, четвертый из семи детей. Отец Габдулхай Кадимович родом из села Казаклы Дубьязского района (ныне Высокогорский район), мать Галия Сабитовна являлась уроженкой казахского города Жайык. Начальное образование Мурат получил в казахской школе. Во время учебы в средней школе освоил татарский и русский языки. Окончил Алматинский государственный медицинский институт по специальности «лечащий врач» в 1954 году и аспирантуру в том же учебном заведении в 1957 году. В 1971 году в Москве защитил докторскую диссертацию.
С 1943 по 1953 год работал в Житомирском маслозаводе. Затем занимал должность школьного врача и ассистента Алматинского медицинского института, работал в НИИ онкологии и радиологии Казахской ССР. Позже работал заведующим лабораторией онкологии и радиологии и директором Института краевой патологии Министерства здравоохранения Казахской ССР.
С 1997 по 2004 занимал должность полномочного представителя Республики Татарстан в Казахстане. Далее до 2007 года был депутатом Меджлиса парламента Казахстана третьего созыва от партии «Нур-Отан».
Автор 300 научных трудов по медицине и 12 работ по истории татарского и тюркских языков. Подготовил 15 кандидатов и 4 докторов наук. Имеет 5 авторских свидетельств СССР.
Умер 16 мая 2023 года. Похоронен на Новодевичьем кладбище.

## Награды
- Заслуженный деятель Казахстана
- 1997 — Орден Дружбы